# Frühstücksfernsehen
Frühstücksfernsehen ist die Bezeichnung für ein Programmformat von Fernsehsendungen, die je nach Tag und Sender vorwiegend auf dem Sendeplatz zwischen 5 und 10 Uhr am Morgen ausgestrahlt werden, drei bis vier Stunden dauern und kein festes Thema behandeln.

## Geschichte
Vorbilder waren die als Morning show (USA und Kanada) oder als Breakfast television (Großbritannien, Australien, Irland, Neuseeland) bezeichneten Programmformate des Infotainment. Als erstes national ausgestrahltes Frühstücksfernsehen gilt die US-amerikanische Sendung Today, die am 14. Januar 1952 bei der NBC auf Sendung ging. Regional ausgestrahlte Sendungen dieses Typs hatte es in den USA bereits seit 1950 gegeben. Die BBC startete ihre Sendung Breakfast Time am 17. Januar 1983, gefolgt von einem auf Frühstücksfernsehen spezialisierten Spartensender TV-am, dessen Programme Daybreak und Good Morning Britain zwei Wochen später am 1. Februar 1983 auf Sendung gingen.

### Deutschland
Das öffentlich-rechtliche Fernsehen hat mit seinem Frühstücksfernsehen erst spät auf dieses vom deutschen Privatfernsehen für Deutschland entdeckte Programmformat reagiert.

#### Privatfernsehen
Vorreiter des Frühstücksfernsehens im deutschsprachigen Raum war der Privatsender RTL Dessen Konkurrent Sat.1 plante den Beginn des eigenen Frühstücksfernsehens unter dem Titel Guten Morgen mit Sat.1 für den 1. Oktober 1987 und wäre damit der erste deutsche Fernsehsender geworden, der dieses Programmformat des Infotainment in Deutschland präsentiert hätte. Als direktes Vorbild griff RTL auf die gleichnamige Frühstückssendung von RTL Radio zurück. Eine großangelegte Werbekampagne von Sat.1 mit dem hierin angekündigten Sendebeginn 1. Oktober 1987 für das Sat.1-Frühstücksfernsehen zwang die RTL-Verantwortlichen, die eigenen Sendeanstrengungen des für den 5. Oktober 1987 vorgesehenen Sendebeginns zu beschleunigen, um dem Konkurrenten zuvorzukommen. Das gelang, denn genau eine Woche früher als Sat.1 ging RTLplus mit dem eigenen Frühstücksfernsehen unter dem Titel Guten Morgen Deutschland am 23. September 1987 auf Sendung. Damit konnte RTL dieses „medienhistorische Ereignis“ für sich verbuchen. RTLplus verfolgte hingegen eine eher defensive Medienpolitik und informierte die Presse und selbst die meisten Mitarbeiter erst einen Tag vor Sendebeginn mit einer Meldung in den 6-Uhr-Nachrichten von Radio Luxemburg: „Dies ist der Startpunkt des ersten deutschen Frühstücksfernsehens“.
Sat.1 strahlte wie geplant ab 1. Oktober 1987 zwischen 6:00 und 9:00 Uhr die Sendung Guten Morgen mit SAT.1 aus. Die Sendung war und ist eher unterhaltungs- und ratgeberorientiert, brachte dementsprechend aktuelle Musik-Videoclips, Spiele wie den Superball und Experten zu den verschiedensten Themen des täglichen Lebens im Studio. Der Anteil an aktuellen Informationen wurde in einer Studie im Jahr 2000 mit 28,3 Prozent bemessen. Moderiert wurde die Sendung u. a. von Wolf-Dieter Herrmann, Sabrina Fox, Armin Halle, Rita Werner und Susanne Holst.
Der Sender ProSieben startete am 6. September 1999 ab 6:30 Uhr seine ProSieben MorningShow. Hier hatte der Schwerpunkt auf Comedy gelegen. Die Sendung wurde bereits am 23. Dezember 1999 wieder eingestellt.

#### Öffentlich-rechtliches Fernsehen
Die öffentlich-rechtlichen Sender ARD und ZDF stiegen erst am 13. Juli 1992 mit ihrem Morgenmagazin offiziell in das Frühstücksfernsehen ein. Bis dahin gab es frühe Informationsprogramme lediglich auf Zeit, so bei der ARD 1984 anlässlich der Olympischen Sommerspiele in Los Angeles, 1986 während der Fußball-Weltmeisterschaft in Mexiko oder 1990 zu Beginn des Zweiten Golfkrieges.
Eines der ersten regelmäßigen öffentlich-rechtlichen Formate war das Frühprogramm des Berliner Senders RIAS-TV (moderiert von Nina Ruge und Günther Neufeldt), das von ARD und ZDF Ende der 1980er Jahre übernommen wurde. Aufgrund des sich ändernden Zuschauerverhaltens in Deutschland am Morgen und aufgrund entsprechend guter Erfahrungen mit dem Sonderfrühprogramm während des Golfkriegs entschlossen sich ARD und ZDF, ab Juli 1992 ein regelmäßiges Frühformat zu produzieren. Aus wirtschaftlichen Gründen vereinbarten damals ARD und ZDF, sich wöchentlich abzuwechseln und beide Formate, das ARD-Morgenmagazin und das ZDF-Morgenmagazin auf beiden Kanälen auszustrahlen. Der Anteil an harter Information ist mit 68,1 Prozent bei den öffentlich-rechtlichen Magazinen wesentlich höher als bei den kommerziell ausgerichteten Privatsendern.
In den 1990er Jahren gab es somit in der deutschen TV-Landschaft drei lange Frühformate von ARD bzw. ZDF, Sat.1 und RTL. Allerdings gab RTL sein Frühstücksfernsehen Ende der 1990er Jahre vorerst auf und sendete nur noch kurze Frühnachrichten zwischen Wiederholungen von Unterhaltungsprogramm. Seit 2013 ist RTL nun wieder mit seinem eigenen Frühstücksfernsehen vertreten.

## Inhalte
Die Inhalte sind je nach Sender unterschiedlich, enthalten aber häufig:
- aktuelle Nachrichten
- Reportagen
- Veranstaltungshinweise
- Boulevardthemen
- Wirtschaftsthemen
- Sportthemen
- Werbung für andere Programme des Senders
- Musik
- Wetter
- (Gewinn-)Spiele

Die Inhalte sind in der Regel zu kurzen Beiträgen aufbereitet, so dass den Fernsehgewohnheiten des Zielpublikums, welches am Morgen meist nur wenige Minuten die Sendung verfolgt, gerecht wird: Nachrichten und Wetter wiederholen sich oft im halbstündlichen Rhythmus, die anderen Themen belegen meist feste Sendezeiten und bestimmte Beiträge werden während der Sendung mehrfach gesendet. Bei den kommerziellen Privatsendern wird das Frühstücksfernsehen durch – ebenfalls recht kurze, dafür häufige – Werbeblöcke unterbrochen.

## Derzeitige Formate
Zurzeit strahlen im deutschsprachigen Raum folgende Sender ein Frühstücksfernsehen aus:
Deutschland
- Das Erste mit dem ARD-Morgenmagazin (im zweiwöchentlichen Wechsel mit dem ZDF)
- ZDF mit dem ZDF-Morgenmagazin (im zweiwöchentlichen Wechsel mit Das Erste)
- Tagesschau 24 mit dem ZDF-Morgenmagazin oder ARD-Morgenmagazin (im zweiwöchentlichen Wechsel)
- Sat.1 mit dem Sat.1-Frühstücksfernsehen
- RTL mit Punkt 6, Punkt 7 sowie Punkt 8
- Hamburg 1 mit dem Frühcafé
- BW Family.tv mit Frühstücksfernsehen
- Rocket Beans TV mit #MoinMoin

Österreich
- ProSieben Austria mit Café Puls
- Sat.1 Österreich mit Café Puls
- PULS 4 mit Café Puls
- ServusTV mit Servus am Morgen
- ORF2 mit Guten Morgen Österreich

## Rezeption
Deutschland
Das wöchentlich wechselnde Morgenmagazin von ARD und ZDF erreicht 740.000 Zuschauer und führt mit einem Marktanteil von 19,5 %. Das Sat.1 Frühstücksfernsehen wird von 570.000 Zuschauern verfolgt (17,2 Prozent Marktanteil). Deutlich niedrigere Zahlen erreicht RTL mit 250.000 Zuschauern (7,7 Prozent Marktanteil). Diese Zahlen beziehen sich auf das Jahr 2020.
Österreich
Das Format Guten Morgen Österreich ging 2016 mit einer durchschnittlichen Reichweite von 64.000 Zuschauern (26 % Marktanteil) erstmals auf Sendung; im Folgejahr stieg der Wert auf 86.000. 2020 erreichte das Morgenprogramm des ORF 105.000 Zuschauer, 2021 waren es 121.000 (27 % Marktanteil). Das senderübergreifende Frühstücksmagazin Café Puls erreichte im Jahr 2016 einen Marktanteil von 20,6 % in der werberelevanten Zielgruppe, für den Juli 2020 meldete die ProSiebenSat.1PULS4-Gruppe einen Marktanteil von 30,2 %.